# 薬剤性腸炎
薬剤性腸炎（やくざいせいちょうえん、英語: drug-induced enteritis）は、医薬品の副作用に伴って腸に炎症が生じ、腹痛や下痢などの症状があらわれる病気である。薬剤起因性腸炎（やくざいきいんせいちょうえん）ともいう。

## 概要
医薬品の副作用によって腸粘膜にびらんや潰瘍が生じることで起こる。原因となる薬剤は抗生物質であることが多いが、非ステロイド性抗炎症薬や抗がん剤、免疫抑制剤、重金属製薬、経口避妊薬等も原因となり得る。
薬剤性腸炎の中でも抗生物質が原因で大腸に炎症が起こるものは特に抗生物質起因性大腸炎（こうせいぶっしつきいんせいだいちょうえん）と呼ばれ、それらはさらに偽膜性大腸炎と出血性大腸炎に大別される。
偽膜性大腸炎は、抗生物質（とくにセフェム系やリンコマイシン系）の服用により腸内細菌叢の菌交代現象が起こり、クロストリジウム・ディフィシルや黄色ブドウ球菌などが異常増殖し、それらがつくる毒素が大腸粘膜の循環障害を引き起こすとされている。偽膜性大腸炎は、基礎疾患のある高齢者に多くみられる。
出血性大腸炎のメカニズムはいまだに解明されていないが、ペニシリン系抗生物質が何らかのアレルギー反応を引き起こし、大腸の血流を障害してびらんを引き起こし、出血を起こすとされている。出血性大腸炎は、若者や中年に多くみられる。

## 症状
偽膜性大腸炎では、抗生物質投与5～10日後に頻回の下痢が起こる。下腹部の鈍痛やテネスムスを伴う。ときに発熱することもあるが、39℃以上の高熱は稀。下痢の多くは水様便であるが、重症例では粘血便、下血も見られる。稀に脱水症状、低タンパク血症、低血圧、中毒性巨大結腸症、麻痺性イレウス、腸穿孔、ショック等の合併症が起こり、死に至ることがある。
出血性大腸炎では、ペニシリン系抗生物質を投与した3-4日後に、突然の激しい腹痛と、血便を伴う下痢が起きる。

## 診断
医薬品投与後に下痢や腹痛などが見られたら、患者の薬剤服用歴（薬歴）を調べ、原因となった薬剤を特定する。
大腸内視鏡検査（下部消化管内視鏡検査）を行うと、偽膜性大腸炎では直腸下端からS状結腸にかけての大腸粘膜に特徴的な黄白色調の半球状に隆起した偽膜がみられ、重症例では大腸全体に及ぶこともある。出血性大腸炎では主に深部大腸（横行結腸が好発部位）にびらん性の粘膜の発赤と出血がみられ、潰瘍がみられることもある。
偽膜性大腸炎では検便を行い、大便中からクロストリジウム・ディフィシルや黄色ブドウ球菌などを検出できるかどうかを調べる。
鑑別が必要な疾患として、潰瘍性大腸炎、クローン病、虚血性大腸炎、腸管出血性大腸菌感染症、細菌性赤痢、腸結核などがある。

## 治療
原因となった薬剤の使用を中止することが重要である。出血性大腸炎の場合、抗生物質の中止と対症療法だけで急速に症状が改善する。
クロストリジウム・ディフィシルによる偽膜性大腸炎に対してはバンコマイシンやメトロニダゾールなどが使われる。
中毒性巨大結腸症や麻痺性イレウス、穿孔などの合併症を起こした場合は手術が必要になることもある。